# 鄧耀昇
鄧耀昇（英語：Stan Tang，1986年—），香港企業家，現任陞域集團主席、易通訊集團（香港股份代號：8031）行政總裁兼執行董事、前松齡護老集團(香港股份代號: 1989)主席及執行董事。父親為鄧成波。鄧耀昇曾獲得加拿大西安大略大學毅偉商學院國際業務行政人員工商管理碩士及香港理工大學高級管理人員創新領袖碩士。鄧耀昇於2019年又獲得香港商業專業評審中心榮譽院士。